# Noored kotkad
Noored kotkad (zu deutsch Junge Adler) ist der Titel eines estnischen Stummfilms aus dem Jahr 1927.

## Handlung
Estland kurz nach Ende des Ersten Weltkriegs: die junge Republik hat ihre Unabhängigkeit von Sowjetrussland ausgerufen. Jetzt wird sie auf die Probe gestellt und muss ihre Selbständigkeit militärisch im Estnischen Freiheitskrieg (1918–1920) gegen die alten Machthaber behaupten. Drei junge Männer treten als Kriegsfreiwillige in die estnischen Streitkräfte (Eesti Rahvavägi) ein: ein Bauernsohn, ein Schmied und ein Student. Gemeinsam werden sie auf Erkundungsmissionen geschickt und müssen sich in Schlachten beweisen. Den Feind können sie in erbitterten Kämpfen mit Mut, Tapferkeit und einigen Finten zurückschlagen. Der Bauer fällt in der entscheidenden Schlacht, die beiden anderen kehren nach Hause zurück. Gemeinsam machen sie sich nun an den Aufbau des jungen Staates Estland.

## Entstehung
Der Kriegsfilm wurde für die Produktionsfirma Siirius Film im Sommer 1927 in Tartu (Filmstudio im Hof von Luts' Haus in der Aia tänav 19) und an Schauplätzen in Tartumaa, bei Mustvee, in Värska und in Petserimaa gedreht. Regie führte Theodor Luts, einer der renommiertesten estnischen Regisseure der Zwischenkriegszeit. Er hatte selbst im Estnischen Freiheitskrieg gekämpft, unter anderem in den Schlachten von Paju und Cēsis.
Die Originallänge des Films beträgt etwa einhundert Minuten. Im Original hat der Film zehn Teile, von denen acht erhalten sind. Der Film wurde auf 35 mm gedreht. Die Negative entwickelte Luts in seinem Labor in Tartu. Die Kopien fertigten die Geyer-Werke in Berlin an.
Noored kotkad war Luts' erster Spielfilm – und nach der Tragikomödie Kevade unelm von Voldemar Päts der erste wirkliche Spielfilm aus Estland überhaupt. Das Drehbuch schrieb Luts zusammen mit seiner Frau Aksella und (nach der Filmreklame) mit seinem Bruder, dem bekannten Volksschriftsteller Oskar Luts. Als Statisten wirkten in den Massenszenen der Männerchor des Theaters Vanemuine und Angehörige der estnischen Streitkräfte mit.
Eine Originalmusik zu Noored kotkad ist nicht mehr erhalten. Bekannt ist, dass Musikstücke estnischer Komponisten zusammengefügt worden waren. Bei den ersten Aufführungen in Tallinn spielte das Orchester des Premierenkinos Gloria-Palace unter Leitung von Voldemar Tago.

## Rezeption
Die Premiere fand am 19. November 1927 im Tartuer Kino „Apollo“ statt. In Tallinn war der Film erstmals am 14. Dezember 1927 im Kino „Gloria-Palace“ zu sehen.
Noored kotkad fand sehr positive Aufnahme unter den estnischen Bevölkerung und im Feuilleton. Insbesondere das Sujet des Estnischen Freiheitskrieges sieben Jahre nach dessen Ende und der Kampf gegen die Bolschewiki dienten als Gründungsmythos des jungen estnischen Staates. Mit den drei Hauptcharakteren – einem Bauern, einem Handwerker, einem Studenten – konnte sich die Mehrheit der estnischen Bevölkerung, von denen viele selbst im Freiheitskrieg für die Ziele der Republik gekämpft hatten, identifizieren. Die Mischung aus spannendem Kriegsfilm, garniert mit Liebe und estnischem Humor, sprach die Zuschauer an.
Der Film wurde auch ins Ausland exportiert und 1928 in Paris (Les Aiglons), Warschau und vermutlich auch in Berlin (Die drei jungen Adler) gezeigt. Während der sowjetischen Besetzung Estlands war der Film nicht verboten, wurde aber auch nicht in die Kinos gebracht.

## Digitalisierung
Noored kotkad wurde 2008 in Estland und Finnland restauriert und mit einer Gesamtlänge von 87 Minuten digitalisiert. Die restaurierte Fassung mit neuer musikalischer Fassung wurde am 22. Februar 2008 uraufgeführt. Die neue Filmmusik stellte Aare Tammsesalu aus Stücken estnischer Komponisten (Heino Eller, Artur Kapp, Villem Kapp, Raimund Kull, Villem Reimann) zusammen.